# Ferrissia isseli
Ferrissia isseli is een slakkensoort uit de familie van de Planorbidae. De wetenschappelijke naam van de soort is voor het eerst geldig gepubliceerd in 1866 door Bourguignat.